# Saison 2001 de la Celtic League
Navigation
Celtic League 2002-2003
La saison 2001 de la Celtic League est la première édition de la compétition. Elle se déroule du 17 août au 15 décembre 2001 et met aux prises quinze équipes irlandaises, écossaises et galloise. La province du Leinster remporte la compétition en battant en finale le Munster.

## Les équipes
Les équipes participant à la première édition sont au nombre de 15 :
| Franchises irlandaises - Connacht - Leinster - Munster - Ulster | Franchises écossaises - Édimbourg Rugby - Glasgow Rugby | Franchises galloises - Bridgend RFC - Caerphilly RFC - Cardiff RFC - Ebbw Vale RFC - Llanelli RFC - Neath RFC - Newport RFC - Pontypridd RFC - Swansea RFC |

## Phase de qualification
Les tableaux ci-après donne la position des équipes après la phase préliminaire de classement. Les équipes classées aux quatre premières places de chaque poule sont qualifiées pour les quarts de finale

### Poule A

#### Matchs
| Clubs          | BRI   | EBW   | GLA   | LEI   | LLA   | PON   | SWA   | ULS   |
| -------------- | ----- | ----- | ----- | ----- | ----- | ----- | ----- | ----- |
| Bridgend RFC   |       |       | 50-15 | 32-51 |       | 19-27 |       |       |
| Ebbw Vale RFC  | 17-18 |       |       |       |       | 18-13 | 21-26 | 27-29 |
| Glasgow Rugby  |       | 58-22 |       |       | 15-9  | 59-14 |       | 25-25 |
| Leinster       |       | 55-13 | 39-11 |       |       | 52-14 |       | 31-9  |
| Llanelli RFC   | 36-3  | 46-16 |       | 17-19 |       |       | 21-27 |       |
| Pontypridd RFC |       |       |       |       | 17-19 |       | 6-11  | 20-29 |
| Swansea RFC    | 16-25 |       | 13-21 | 18-34 |       |       |       |       |
| Ulster         | 46-14 |       |       |       | 26-27 |       | 30-13 |       |

|  | Victoire à domicile |  | Match nul |  | Défaite à domicile |

#### Classement
| Rang | Club           | J | V | N | D | Pm  | Pe  | Diff | Pts |
| ---- | -------------- | - | - | - | - | --- | --- | ---- | --- |
| 1    | Leinster       | 7 | 7 | 0 | 0 | 281 | 114 | +167 | 21  |
| 2    | Ulster         | 7 | 4 | 1 | 2 | 194 | 157 | +37  | 13  |
| 3    | Glasgow Rugby  | 7 | 4 | 1 | 2 | 204 | 172 | +32  | 13  |
| 4    | Llanelli RFC   | 7 | 4 | 0 | 3 | 175 | 123 | +52  | 12  |
| 5    | Swansea RFC    | 7 | 3 | 0 | 4 | 124 | 158 | -34  | 9   |
| 6    | Bridgend RFC   | 7 | 3 | 0 | 4 | 161 | 208 | -47  | 9   |
| 7    | Pontypridd RFC | 7 | 1 | 0 | 6 | 111 | 207 | -96  | 3   |
| 8    | Ebbw Vale RFC  | 7 | 1 | 0 | 6 | 134 | 245 | -111 | 3   |

|  | Qualifiés pour les 1/4 de finale (no 1, no 2, no 3, no 4). |

### Poule B

#### Matchs
| Clubs           | CAE   | CAR   | CON   | EDI   | MUN   | NEA   | NEW   |
| --------------- | ----- | ----- | ----- | ----- | ----- | ----- | ----- |
| Caerphilly RFC  |       | 15-49 |       |       | 18-61 | 13-43 |       |
| Cardiff RFC     |       |       | 3-6   | 32-24 |       |       | 20-14 |
| Connacht        | 62-0  |       |       | 21-30 |       | 28-10 |       |
| Edimbourg Rugby | 27-20 |       |       |       | 22-25 | 20-32 |       |
| Munster         |       | 51-10 | 40-19 |       |       |       | 29-21 |
| Neath RFC       |       | 25-14 |       |       | 30-22 |       | 11-19 |
| Newport RFC     | 50-22 |       | 14-16 | 29-11 |       |       |       |

|  | Victoire à domicile |  | Match nul |  | Défaite à domicile |

#### Classement
| Rang | Club            | J | V | N | D | Pm  | Pe  | Diff | Pts |
| ---- | --------------- | - | - | - | - | --- | --- | ---- | --- |
| 1    | Munster         | 6 | 5 | 0 | 1 | 228 | 120 | +108 | 15  |
| 2    | Connacht        | 6 | 4 | 0 | 2 | 152 | 97  | +55  | 12  |
| 3    | Neath RFC       | 6 | 4 | 0 | 2 | 151 | 116 | +35  | 12  |
| 4    | Newport RFC     | 6 | 3 | 0 | 3 | 147 | 109 | +38  | 9   |
| 5    | Cardiff RFC     | 6 | 3 | 0 | 3 | 128 | 135 | -7   | 9   |
| 6    | Édimbourg Rugby | 6 | 2 | 0 | 4 | 134 | 159 | -25  | 6   |
| 7    | Caerphilly RFC  | 6 | 0 | 0 | 6 | 88  | 292 | -204 | 0   |

|  | Qualifiés pour les 1/4 de finale (no 1, no 2, no 3, no 4). |

## Phase finale

### Tableau
|  | Quarts de finale | Quarts de finale |          |    | Demi-finales | Demi-finales |  |  | Finale | Finale |
|  | Quarts de finale | Quarts de finale |          |    | Demi-finales | Demi-finales |  |  | Finale | Finale |
|  |                  |                  |          |    |              |              |  |  |        |        |
|  |                  |                  |          |    |              |              |  |  |        |        |
|  |                  |                  |          |    |              |              |  |  |        |        |
|  | Leinster         | 34               |          |    |              |              |  |  |        |        |
|  | Leinster         | 34               |          |    |              |              |  |  |        |        |
|  | Newport RFC      | 22               |          |    |              |              |  |  |        |        |
|  | Newport RFC      | 22               | Leinster | 35 |              |              |  |  |        |        |
|  |                  |                  | Leinster | 35 |              |              |  |  |        |        |
|  |                  | Glasgow Rugby    | 13       |    |              |              |  |  |        |        |
|  | Connacht         | Glasgow Rugby    | 13       | 29 |              |              |  |  |        |        |
|  | Connacht         |                  |          | 29 |              |              |  |  |        |        |
|  | Glasgow Rugby    | 34               |          |    |              |              |  |  |        |        |
|  | Glasgow Rugby    | 34               | Leinster | 24 |              |              |  |  |        |        |
|  |                  |                  | Leinster | 24 |              |              |  |  |        |        |
|  |                  | Munster          | 20       |    |              |              |  |  |        |        |
|  | Munster          | Munster          | 20       | 13 |              |              |  |  |        |        |
|  | Munster          |                  |          | 13 |              |              |  |  |        |        |
|  | Llanelli RFC     | 6                |          |    |              |              |  |  |        |        |
|  | Llanelli RFC     | 6                | Munster  | 15 |              |              |  |  |        |        |
|  |                  |                  | Munster  | 15 |              |              |  |  |        |        |
|  |                  | Ulster           | 9        |    |              |              |  |  |        |        |
|  | Ulster           | Ulster           | 9        | 38 |              |              |  |  |        |        |
|  | Ulster           |                  |          | 38 |              |              |  |  |        |        |
|  | Neath RFC        | 29               |          |    |              |              |  |  |        |        |
|  | Neath RFC        | 29               |          |    |              |              |  |  |        |        |

### Quarts de finale
| 30 novembre 2001 | Ulster | 38 - 29 | Neath RFC | Ravenhill Stadium, Belfast 12 000 spectateurs |
| 30 novembre 2001 |        |         |           | Ravenhill Stadium, Belfast 12 000 spectateurs |
| 30 novembre 2001 |        |         |           | Ravenhill Stadium, Belfast 12 000 spectateurs |

| 30 novembre 2001 | Leinster | 34 - 22 | Newport RFC | Donnybrook Rugby Ground, Dublin 7 300 spectateurs |
| 30 novembre 2001 |          |         |             | Donnybrook Rugby Ground, Dublin 7 300 spectateurs |
| 30 novembre 2001 |          |         |             | Donnybrook Rugby Ground, Dublin 7 300 spectateurs |

| 1er décembre 2001 | Connacht | 29 - 34 | Glasgow Rugby | Galway Sportsground, Galway |
| 1er décembre 2001 |          |         |               | Galway Sportsground, Galway |
| 1er décembre 2001 |          |         |               | Galway Sportsground, Galway |

| 1er décembre 2001 | Munster | 13 - 6 | Llanelli RFC | Thomond Park, Limerick |
| 1er décembre 2001 |         |        |              | Thomond Park, Limerick |
| 1er décembre 2001 |         |        |              | Thomond Park, Limerick |

### Demi-finale
| 7 décembre 2001 | Leinster | 35 - 13 | Glasgow Rugby | Lansdowne Road, Dublin 5 500 spectateurs |
| 7 décembre 2001 |          |         |               | Lansdowne Road, Dublin 5 500 spectateurs |
| 7 décembre 2001 |          |         |               | Lansdowne Road, Dublin 5 500 spectateurs |

| 8 décembre 2001 | Munster | 15 - 9 | Ulster | Lansdowne Road, Dublin 12 500 spectateurs |
| 8 décembre 2001 |         |        |        | Lansdowne Road, Dublin 12 500 spectateurs |
| 8 décembre 2001 |         |        |        | Lansdowne Road, Dublin 12 500 spectateurs |

### Finale
| 15 décembre 2001 | Leinster | 24 - 20 | Munster | Lansdowne Road, Dublin 30 000 spectateurs |
| 15 décembre 2001 |          |         |         | Lansdowne Road, Dublin 30 000 spectateurs |
| 15 décembre 2001 |          |         |         | Lansdowne Road, Dublin 30 000 spectateurs |